# 久義裕
久 義裕（ひさ よしひろ、1962年（昭和37年） - ）は兵庫県出身の日本の実業家。久金属工業代表取締役社長、CFP、商学修士。
甲陽学院高等学校・慶應義塾大学商学部卒業。同商学研究科博士課程単位取得。同大学講師を経て、現職。
専攻は金融史。現代金融情勢も詳しい。日本語教育の分野では、Business Japanese教育を慶應ビジネススクール (KBS)、内外金融機関で実践。その姿は英国放送協会のプログラムで紹介された。
2007年（平成19年）、父で先代社長の久正の母校神戸大学の大学院経済学研究科に「久研究奨学基金海外派遣学生」を設立。博士課程後期課程の学生に、海外の研究機関における専門教育の機会を与えている。
なお、久家と、日本のウイスキーの発展に貢献したサントリー創業者鳥井信治郎とニッカウヰスキー創業者竹鶴政孝は交流関係にあり、2008年（平成20年）のサントリーの普及活動によるハイボールブーム、2014年（平成26年）の竹鶴をモデルとしたNHK朝ドラ放送によるマッサンブームにより、期せずして縁のある久家の久金属工業もウイスキー瓶のキャップ生産が増えている。

## 著作
- 宮川秀一編「日本史における国家と社会」（1992年,思文閣出版）